# Der Rächer von Monterey
Der Rächer von Monterey ist ein US-amerikanischer Western aus dem Jahr 1947 von Christy Cabanne mit Gilbert Roland und Chris-Pin Martin in den Hauptrollen. Der Film wurde von Monogram Pictures produziert und wurde nach Motiven von Kurzgeschichten des Autors O. Henry gedreht.

## Handlung
Nahe Monterey kommen der berüchtigte Cisco Kid und sein treuer Gefährte Pancho Eduardo Belmonte zu Hilfe, dem Sohn von Ciscos Freund Don Carlos, der von drei Männern verfolgt und beschossen wird. Um den verwundeten Eduardo vor dem Tod zu bewahren, schlägt Cisco den jungen Mann bewusstlos und teilt seinen Verfolgern dann mit, dass er tot sei. Nachdem die Männer weg sind, erklärt Eduardo, dass die Männer ihn verfolgt haben, weil Don Carlos ermordet und er fälschlicherweise des Verbrechens beschuldigt wurde.
Eduardo beschreibt, wie er zum Flüchtigen wurde. Während einer Party auf der Hacienda Belmonte hört Eduardo, wie seine attraktive Stiefmutter Maria Don Ricardo Gonzales ihre Liebe schwört, einem Mann, von dem sie behauptet, er sei ihr Cousin. Eduardo stellt Maria zur Rede und bietet ihr Geld an, damit sie die Ranch verlässt, um seinem Vater Herzschmerz zu ersparen. Als Maria Don Carlos den Raum betreten sieht, beschuldigt sie Eduardo plötzlich, unerwünschte Avancen gemacht zu haben, und rasend vor Eifersucht bedroht Don Carlos seinen Sohn mit einer Pistole. Die beiden Männer kämpfen, und wenige Augenblicke später hören die Partygäste einen Schuss. Nachdem Don Carlos gefunden und für tot erklärt wurde, denunziert Maria Eduardo als seinen Mörder, und Eduardo flieht von der Hacienda.
In Ciscos Versteck beendet Eduardo seine Geschichte und stimmt zu, weiterhin für tot zu gelten, während Cisco und Pancho Nachforschungen anstellen. Die beiden schleichen sich in die Hacienda Belmonte ein. Cisco findet Maria, die er als die ehemalige Cantina-Sängerin Maria Sanchez erkennt. Er erinnert sie daran, dass sie immer noch wegen der Ermordung des Cantina-Besitzers gesucht wird und kann sie zu einem Schweigepakt überreden, während er heimlich eine Kugel aus ihrem Derringer holt. Sobald Cisco jedoch gegangen ist, befiehlt Maria Don Ricardo, Ciscos Anwesenheit dem Alcalde im nahegelegenen San Blas zu melden. Cisco und Pancho gehen ebenfalls nach San Blas, wo der Arzt, der Don Carlos‘ Leiche untersucht hat, bestätigt, dass die tödliche Kugel genauso aussah wie die aus Marias Waffe. Cisco wird im Saloon von Don Ricardo entdeckt, der sich gerade mit dem Alcalde getroffen hat. Der polternde Alcalde verhaftet Cisco, aber mit Panchos Hilfe entkommt Cisco und reitet aus der Stadt. Auf der Flucht vor den Soldaten des Alcalde treffen Cisco und Pancho auf Lolita, Eduardos Verlobte, die gezwungen wurde, als Dienerin auf der Hacienda Belmonte zu arbeiten. Lolita fleht Cisco an, sie von Belmonte wegzubringen, und während er und Pancho ihren Bitten zuhören, werden sie von den Soldaten eingeholt und verhaftet. Cisco wird vor ein Erschießungskommando gestellt und vor den Augen Marias und Don Ricardos erschossen. Nachdem sich die Menge zerstreut hat, lässt ein unverletzter Cisco Pancho frei und erklärt, dass er einen der Wachen bestochen habe, um die Gewehre mit Platzpatronen zu laden und ihm die Flucht zu ermöglichen.
In ihrem Versteck erfahren Cisco und Pancho, dass Eduardo aus Angst um Lolitas Sicherheit zur Hacienda gegangen ist. Dort hören Eduardo und Lolita, wie der Alcalde Maria und Don Ricardo über Ciscos „Auferstehung“ informiert. Eduardo wird von Marias Wachen gefangen genommen. Ohne ihr Wissen ist Cisco auf das Gelände gelangt und sieht, wie Eduardo weggetragen wird. Auf dem Weg in die Stadt lauert Cisco dem Alcalde auf und befiehlt ihm mit vorgehaltener Waffe, eine Krankheit vorzutäuschen und seine Männer mit Eduardo vorauszuschicken. Als sie allein sind, zeigt Cisco dem Alcalde die Kugel aus Don Carlos‘ Körper und weist darauf hin, dass Eduardo nur Pistolen trägt. Cisco trifft mit dem Alcalde eine Vereinbarung, sich selbst zu stellen, wenn der Alcalde ihm dabei hilft, Eduardos Unschuld zu beweisen. Cisco und Pancho schleichen sich zurück in die Hacienda und konfrontieren Maria mit der Kugel. Sie gesteht, dass sie Don Carlos getötet hat und bietet Cisco Geld für sein Schweigen. Als Cisco ihr Bestechungsangebot ablehnt, richtet Maria eine Waffe auf ihn, doch bevor sie abfeuern kann, erscheint der Alcalde, der ihr Geständnis belauscht hat, und verhaftet sie. Später, nachdem der nun rehabilitierte Eduardo wieder mit Lolita vereint ist, stellt sich Cisco dem Alcalde, der ihn und Pancho aus Respekt vor seiner Ehrlichkeit gehen lässt.

## Hintergrund
Gedreht wurde der Film vom 24. April bis Anfang März 1947 auf der Iverson Movie Ranch in Chatsworth.
In einer Nachrichtenmeldung vom April 1947 hieß es, dass der Schauspieler Jack La Rue sich bereit erklärte, in dem Film mitzuspielen, nachdem er bei einer Bewerbung um einen Sitz im Stadtrat von Los Angeles verloren hatte. Moderne Quellen schreiben Gilbert Roland zu, zusätzliche Dialoge für den Film verfasst zu haben. Es war das erste Mal, dass er als Drehbuchautor genannt wurde.
Augie Lohman schuf die visuellen Effekte.
Donna Martell gab unter ihrem Künstlernamen Donna DeMario ihr Filmdebüt.
Der Film war der fünfte Teil einer sechsstelligen Filmreihe um den von O. Henry erfundenen Westernhelden Cisco Kid, der von Gilbert Roland verkörpert wurde. Weitere Cisco-Kid-Filme mit Roland waren The Gay Cavalier, South of Monterey, Prinzessin der Unterwelt (Beauty and the Bandit, alle 1946) sowie King of the Bandits (1947).

## Veröffentlichung
Die Premiere des Films fand am 6. August 1947 in Los Angeles statt. 1949 kam er in Österreich in die Kinos.